# マテリアルクラブ
material club（マテリアル クラブ）は、小出祐介（Base Ball Bear）主宰のロックバンド。2018年開始。所属レーベルはDGP RECORDS、所属事務所はソニー・ミュージックアーティスツ。2018年から2019年までは音楽プロジェクト「マテリアルクラブ」として活動し翌2020年より活動を停止していたが、2024年より小出を中心とするバンド「material club」として活動を再開。

## 概要
ロックバンド・Base Ball Bearの小出祐介を主宰として始動した、「ソロでもなくバンドでもなくユニットでもなくグループでもない新音楽プロジェクト」。2018年から2019年までは元チャットモンチーの福岡晃子を制作パートナーに迎え、小出がほとんどの楽曲を手がけるBase Ball Bearでは用いていなかったデスクトップミュージック（DTM）で楽曲が制作されていた。
2024年からはバンドメンバーを迎えロックバンドとして活動を再開させた。

## 来歴
2018年
9月5日、1stソング『00文法』（読み：ゼロゼロブンポウ）を配信限定リリースするとともに、同曲を使用したティザー映像、さらには刺繍作家の小菅くみの刺繍によるアーティストビジュアルのほか、ロゴ画像、公式サイトが公開され、プロジェクトが始動する。9月18日、10月15日、11月6日にはLINE LIVEにて、小出と音楽ライター・三宅正一による特別番組『放課後マテリアルクラブ』を配信した。それと前後し、10月17日に2ndソング『Nicogoly』（読み：ニコゴリー）を配信限定リリースすると、11月7日には1stアルバム『マテリアルクラブ』をリリース。同作には、福岡の他に吉田靖直（トリプルファイヤー）、TOSHI-LOW（BRAHMAN・OAU）、岸井ゆきの、Mummy-D（RHYMESTER）、Ryohu（KANDYTOWN）、成田ハネダ（パスピエ）、谷本大河・高橋紘一（SANABAGUN.）が参加している。
2019年
7月20日、下北沢GARAGEにてシークレットライブを敢行。「マテリアルクラブ」名義では初、かつ唯一のライブ。12月6日公開の映画『ゴーストマスター』（ヤングポール監督）の主題歌として、同作のために書き下ろした楽曲「Fear」を提供。これがプロジェクト初のタイアップとなる。このリリースをもってマテリアルクラブは一度活動を休止する。
2024年
マテリアルクラブはmaterial clubへ改名。この名称変更と共に同プロジェクトはバンドへ移行した。これをもって活動を再開した。バンドメンバーとして、小出、および前作「マテリアルクラブ」ではそれぞれ制作パートナーとゲストとして参加していたaccobin、成田ハネダ、また新メンバーとしてキダモティフォ、YUNAを迎えた。またこの活動再開をもって小出が所属するバンド・Base Ball BearのプライベートレーベルでもあるDGP RECORDSに移籍。10月23日、同バンドとして初の配信シングル「恋の綾」をリリース。このあとリリースされたアルバムの先行配信曲となる。10月30日、material clubとして初のアルバム「material club Ⅱ」をリリース。11月3日から11月29日にかけて、初のツアー「物質的」を東京、及び大阪にて開催。

## 作品

### 配信曲
| 通算 | 発売日         | タイトル | 収録作品         |
| ---- | -------------- | -------- | ---------------- |
| 1st  | 2018年9月5日   | 00文法   | マテリアルクラブ |
| 2nd  | 2018年10月17日 | Nicogoly | マテリアルクラブ |
| 3rd  | 2019年11月27日 | Fear     | -                |
| 4th  | 2024年10月23日 | 恋の綾   | material club Ⅱ  |

### アルバム
| 通算 | 発売日         | タイトル         | 順位 | 規格品番                                                    | 備考                                                                       |
| ---- | -------------- | ---------------- | ---- | ----------------------------------------------------------- | -------------------------------------------------------------------------- |
| 1st  | 2018年11月7日  | マテリアルクラブ | 45   | VICL-65074                                                  | 初回プレス分のみ紙ジャケット仕様。                                         |
| 2nd  | 2024年10月30日 | material club Ⅱ  | -    | VOSF-13232（ビクターオンライン限定盤） VICL-66016（通常盤） | ビクターオンラインストア限定盤は紙ジャケ仕様の本作CDとトートバッグのセット |

## ライブ

### ワンマンライブ・主催イベント
| 日程             | タイトル                       | 公演規模・会場   | 備考             |
| マテリアルクラブ | マテリアルクラブ               | マテリアルクラブ | マテリアルクラブ |
| 2019年           | 2019年                         | 2019年           | 2019年           |
| ---------------- | ------------------------------ | ---------------- | ---------------- |
| 7月20日          | (シークレットライブ)           | 下北沢 GARAGE    | -                |
| material club    |                                |                  |                  |
| 2025年           |                                |                  |                  |
| 6月6日           | material club LIVE 「物質的Ⅱ」 | LIQUIDROOM       | -                |

### 出演イベント
- 2025年
  - 5月3日 - VIVA LA ROCK 2025

## タイアップ
| 起用年 | 楽曲 | タイアップ                     |
| ------ | ---- | ------------------------------ |
| 2019年 | Fear | 映画『ゴーストマスター』主題歌 |